# 1979-es Copa América
Az 1979-es Copa América a 31. kiírása volt a dél-amerikai válogatottak első számú tornájának. Hasonlóan az 1975-ben rendezett tornához, ennek sem volt fix házigazdája, a mérkőzéseket mind a 10 részt vevő országban játszották, a torna bő 5 hónapig tartott. A 10 résztvevőből 9 csapat 3 csoportban csoportmérkőzéseket játszott, amelyekből az első helyezettek jutottak az elődöntőbe. Az elődöntőben csatlakozott a tizedik résztvevő, a címvédő Peru.

## Résztvevők
| - Argentína - Bolívia - Brazília - Chile - Ecuador | - Kolumbia - Paraguay - Peru - Uruguay - Venezuela |

## Eredmények

### Csoportkör
A csoportmérkőzéseken részt vevő kilenc válogatottat 3 darab 3 csapatos csoportba sorsolták. Mindegyik csapat egyszer hazai pályán, egyszer pedig idegenben játszott a másik két ellenfelével, összesen 4 mérkőzést. Ezután alakultak ki a csoportok végeredményei, az első helyezettek jutottak tovább az elődöntőbe.
| Jelmagyarázat                                           |
| ------------------------------------------------------- |
| A csoportok első helyezettjei bejutottak az elődöntőbe. |
| A csoportok második és harmadik helyezettjei kiestek.   |

#### A csoport
| Csapat    | M | Gy | D | V | G+ | G– | Gk  | P |
| --------- | - | -- | - | - | -- | -- | --- | - |
| Chile     | 4 | 2  | 1 | 1 | 10 | 2  | +8  | 5 |
| Kolumbia  | 4 | 2  | 1 | 1 | 5  | 2  | +3  | 5 |
| Venezuela | 4 | 0  | 2 | 2 | 1  | 12 | –11 | 2 |

| 1979. augusztus 1. |

| Venezuela | 0–0 | Kolumbia |
| --------- | --- | -------- |
|           |     |          |

| Estadio Polideportivo de Pueblo Nuevo, San Cristóbal Nézőszám: 18 000 Játékvezető: Luis Barrancos (bolíviai) |

| 1979. augusztus 8. |

| Venezuela    | 1–1   | Chile      |
| ------------ | ----- | ---------- |
| Carvajal 70' | (0–0) | Peredo 81' |

| Estadio Polideportivo de Pueblo Nuevo, San Cristóbal Nézőszám: 14 000 Játékvezető: César Pagano (perui) |

| 1979. augusztus 15. |

| Kolumbia | 1–0   | Chile |
| -------- | ----- | ----- |
| Díaz 21' | (1–0) |       |

| Estadio Nemesio Camacho El Campín, Bogotá Nézőszám: 45 000 Játékvezető: Romualdo Arppi Filho (brazil) |

| 1979. augusztus 22. |

| Kolumbia                                        | 4–0   | Venezuela |
| ----------------------------------------------- | ----- | --------- |
| Iguarán 17' Valverde 53' Chaparro 59' Morón 86' | (1–0) |           |

| Estadio Nemesio Camacho El Campín, Bogotá Nézőszám: 30 000 Játékvezető: Carlos Espósito (argentin) |

| 1979. augusztus 29. |

| Chile                                                    | 7–0   | Venezuela |
| -------------------------------------------------------- | ----- | --------- |
| Peredo 3' 59' Rivas 38' 54' Véliz 76' Soto 80' Yáñez 84' | (2–0) |           |

| Estadio Nacional de Chile, Santiago de Chile Nézőszám: 70 000 Játékvezető: Enrique Labó (perui) |

| 1979. szeptember 5. |

| Chile                  | 2–0   | Kolumbia |
| ---------------------- | ----- | -------- |
| Caszely 14' Peredo 58' | (1–0) |          |

| Estadio Nacional de Chile, Santiago de Chile Nézőszám: 85 000 Játékvezető: Wilfredo Cáceres (paraguayi) |

#### B csoport
| Csapat    | M | Gy | D | V | G+ | G– | Gk | P |
| --------- | - | -- | - | - | -- | -- | -- | - |
| Brazília  | 4 | 2  | 1 | 1 | 7  | 5  | +2 | 5 |
| Bolívia   | 4 | 2  | 0 | 2 | 4  | 7  | –3 | 4 |
| Argentína | 4 | 1  | 1 | 2 | 7  | 6  | +1 | 3 |

| 1979. július 18. |

| Bolívia          | 2–1   | Argentína |
| ---------------- | ----- | --------- |
| Reynaldo 29' 66' | (1–1) | López 5'  |

| Estadio Hernando Siles, La Paz Nézőszám: 40 000 Játékvezető: Octavio Serra (kolumbiai) |

| 1979. július 26. |

| Bolívia                     | 2–1   | Brazília                        |
| --------------------------- | ----- | ------------------------------- |
| Aragonés 36' (11-esből) 63' | (1–1) | Roberto Dinamite 30' (11-esből) |

| Estadio Hernando Siles, La Paz Nézőszám: 40 000 Játékvezető: Orlando Sánchez (kolumbiai) |

| 1979. augusztus 2. |

| Brazília         | 2–1   | Argentína  |
| ---------------- | ----- | ---------- |
| Zico 2' Tita 54' | (1–1) | Coscia 29' |

| Maracanã Stadion, Rio de Janeiro Nézőszám: 130 000 Játékvezető: Edison Pérez (perui) |

| 1979. augusztus 8. |

| Argentína                              | 3–0   | Bolívia |
| -------------------------------------- | ----- | ------- |
| Passarella 1' Gáspari 15' Maradona 65' | (2–0) |         |

| Buenos Aires, Estadio José Amalfitani Nézőszám: 30 000 Játékvezető: Sergio Vásquez (chilei) |

| 1979. augusztus 16. |

| Brazília          | 2–0   | Bolívia |
| ----------------- | ----- | ------- |
| Tita 46' Zico 90' | (0–0) |         |

| Estádio Morumbi, São Paulo Nézőszám: 50 000 Játékvezető: José Vergara (venezuelai) |

| 1979. augusztus 23. |

| Argentína               | 2–2   | Brazília                    |
| ----------------------- | ----- | --------------------------- |
| Passarella 38' Díaz 71' | (1–1) | Sócrates 17' 65' (11-esből) |

| Buenos Aires, Estadio Monumental Nézőszám: 68 000 Játékvezető: Roque Cerullo (uruguayi) |

#### C csoport
| Csapat   | M | Gy | D | V | G+ | G– | Gk | P |
| -------- | - | -- | - | - | -- | -- | -- | - |
| Paraguay | 4 | 2  | 2 | 0 | 6  | 3  | +3 | 6 |
| Uruguay  | 4 | 1  | 2 | 1 | 5  | 5  | 0  | 4 |
| Ecuador  | 4 | 1  | 0 | 3 | 4  | 7  | –3 | 2 |

| 1979. augusztus 29. |

| Ecuador                      | 1–2   | Paraguay                   |
| ---------------------------- | ----- | -------------------------- |
| Torres Garcés 64' (11-esből) | (0–1) | Talavera 22' Solalinde 77' |

| Estadio Olímpico Atahualpa, Quito Nézőszám: 45 000 Játékvezető: Carlos Espósito (argentin) |

| 1979. szeptember 5. |

| Ecuador               | 2–1   | Uruguay                  |
| --------------------- | ----- | ------------------------ |
| Tenorio 6' Alarcón 9' | (2–0) | Victorino 79' (11-esből) |

| Estadio Olímpico Atahualpa, Quito Nézőszám: 30 000 Játékvezető: Romualdo Arppi Filho (brazil) |

| 1979. szeptember 13. |

| Paraguay                | 2–0   | Ecuador |
| ----------------------- | ----- | ------- |
| E. Morel 27' Osorio 48' | (1–0) |         |

| Estadio Defensores del Chaco, Asunción Nézőszám: 25 000 Játékvezető: Abel Gnecco (argentin) |

| 1979. szeptember 16. |

| Uruguay                          | 2–1   | Ecuador     |
| -------------------------------- | ----- | ----------- |
| Bica 4' Victorino 57' (11-esből) | (1–0) | Klinger 77' |

| Estadio Centenario, Montevideo Nézőszám: 25 000 Játékvezető: Oscar Scolfaro (brazil) |

| 1979. szeptember 20. |

| Paraguay | 0–0 | Uruguay |
| -------- | --- | ------- |
|          |     |         |

| Estadio Defensores del Chaco, Asunción Nézőszám: 25 000 Játékvezető: Sergio Vásquez (chilei) |

| 1979. szeptember 26. |

| Uruguay                      | 2–2   | Paraguay         |
| ---------------------------- | ----- | ---------------- |
| Milar 54' (11-esből) Paz 83' | (0–1) | E. Morel 34' 88' |

| Estadio Centenario, Montevideo Nézőszám: 18 000 Játékvezető: Edison Pérez (perui) |

### Egyenes kieséses szakasz

#### Elődöntők
| 1. csapat | Össz. | 2. csapat | 1. mérk. | 2. mérk. |
| --------- | ----- | --------- | -------- | -------- |
| Peru      | 1 – 2 | Chile     | 1 – 2    | 0 – 0    |
| Paraguay  | 4 – 3 | Brazília  | 2 – 1    | 2 – 2    |

| 1979. október 17. |

| Peru         | 1–2   | Chile           |
| ------------ | ----- | --------------- |
| Mosquera 71' | (0–1) | Caszely 36' 76' |

| Estadio Nacional, Lima Nézőszám: 50 000 Játékvezető: Romualdo Arppi Filho (brazil) |

| 1979. október 24. |

| Chile | 0–0 | Peru |
| ----- | --- | ---- |
|       |     |      |

| Estadio Nacional de Chile, Santiago de Chile Nézőszám: 75 000 Játékvezető: Juan Daniel Cardellino (uruguayi) |

| 1979. október 24. |

| Paraguay                  | 2–1   | Brazília     |
| ------------------------- | ----- | ------------ |
| E. Morel 16' Talavera 35' | (2–0) | Palhinha 79' |

| Defensores del Chaco, Asunción Nézőszám: 50 000 Játékvezető: Ramón Barreto (uruguayi) |

| 1979. október 31. |

| Brazília                        | 2–2   | Paraguay                |
| ------------------------------- | ----- | ----------------------- |
| Falcão 29' Sócrates 61' (11-es) | (1–1) | M. Morel 31' Romero 68' |

| Maracanã Stadion, Rio de Janeiro Nézőszám: 80 000 Játékvezető: Carlos Espósito (argentin) |

#### Döntő
| 1979. november 28. |

| Paraguay                    | 3–0   | Chile |
| --------------------------- | ----- | ----- |
| Romero 12' 85' M. Morel 36' | (2–0) |       |

| Defensores del Chaco, Asunción Nézőszám: 40 000 Játékvezető: Luis Gregorio da Rosa (uruguayi) |

| 1979. november 5. |

| Chile     | 1–0   | Paraguay |
| --------- | ----- | -------- |
| Rivas 10' | (1–0) |          |

| Estadio Nacional de Chile, Santiago de Chile Nézőszám: 55 000 Játékvezető: Ramón Barreto (uruguayi) |

| 1979. november 11. |

| Paraguay | 0–0 (h. u.) | Chile |
| -------- | ----------- | ----- |
|          |             |       |

| Estadio José Amalfitani, Buenos Aires Nézőszám: 6 000 Játékvezető: Arnaldo Coelho (brazil) |

| Az 1979-es Copa América győztese |
| -------------------------------- |
| PARAGUAY 2. cím                  |

### Gólszerzők
| 4 gólos - Jorge Peredo - Eugenio Morel 3 gólos - Sócrates - Carlos Caszely - Carlos Rivas - Julio César Romero 2 gólos - Daniel Passarella - Carlos Aragonés - Jesús Reynaldo - Tita - Zico - Milcíades Morel - Hugo Talavera - Waldemar Victorino | 1 gólos - Hugo Coscia - Roberto Osvaldo Díaz - Jorge Gáspari - Carlos Angel López - Diego Maradona - Paulo Roberto Falcão - Palhinha - Roberto Dinamite - Mario Soto - Leonardo Véliz - Patricio Yáñez - Jorge Luis Alarcón - Fausto Klinger - Mario Tenorio - Carlos Torres Garcés | 1 gólos (folytatás) - Gabriel Chaparro - Ernesto Díaz - Arnoldo Iguarán - Jaime Morón - Félix Valverde - Juvencio Osorio - Alicio Solalinde - Robert Mosquera - Alberto Bica - Denís Milar - Rubén Paz - Rodolfo Carbajal |

### Végeredmény
Az első kettő helyezett utáni sorrend nem tekinthető hivatalosnak, mivel ezekért a helyekért nem játszottak mérkőzéseket. Ezért e helyezések meghatározásához az alábbiak lettek figyelembe véve:
1. több szerzett pont
2. jobb gólkülönbség
3. több szerzett gól

| Helyezés | Nemzet    | M | Gy | D | V | G+ | G– | Gk  | P  |
| -------- | --------- | - | -- | - | - | -- | -- | --- | -- |
| Arany    | Paraguay  | 9 | 4  | 4 | 1 | 13 | 7  | +6  | 12 |
| Ezüst    | Chile     | 9 | 4  | 3 | 2 | 13 | 6  | +7  | 11 |
|          |           |   |    |   |   |    |    |     |    |
| 3.       | Brazília  | 6 | 2  | 2 | 2 | 10 | 9  | +1  | 6  |
| 4.       | Peru      | 2 | 0  | 1 | 1 | 1  | 2  | –1  | 1  |
|          |           |   |    |   |   |    |    |     |    |
| 5.       | Kolumbia  | 4 | 2  | 1 | 1 | 5  | 2  | +3  | 5  |
| 6.       | Uruguay   | 4 | 1  | 2 | 1 | 5  | 5  | 0   | 4  |
| 7.       | Bolívia   | 4 | 2  | 0 | 2 | 4  | 7  | –3  | 4  |
| 8.       | Argentína | 4 | 1  | 1 | 2 | 7  | 6  | +1  | 3  |
| 9.       | Ecuador   | 4 | 1  | 0 | 3 | 4  | 7  | –3  | 2  |
| 10.      | Venezuela | 4 | 0  | 2 | 2 | 1  | 12 | –11 | 2  |

## Külső hivatkozások
- Copa América 1979